# Wissen ist Macht
Wissen ist Macht ist im Deutschen ein geflügeltes Wort, das auf den englischen Philosophen Francis Bacon (1561–1626) zurückgeht. Bacon legte in seinen Werken einen Grundstein der Philosophie im Zeitalter der Aufklärung und führte die aristotelisch-christliche Scholastik an die Erkenntnisse und Methoden der Naturwissenschaft heran. Sein Bestreben, den Menschen „in einen höheren Stand seines Daseins“ zu bringen, drückte sich 1597 in seinen Meditationes sacrae in der Formulierung Nam et ipsa scientia potestas est (Denn auch die Wissenschaft selbst ist Macht) aus, oft verkürzt zu scientia potestas est. In der englischsprachigen Fassung von 1598 lautete der Satz:

“(For) knowledge (itself) is power”

„Denn Wissen selbst ist Macht“

## Weiterentwicklung
- Den Gedanken führte Bacon in seinem 1620 erschienenen Hauptwerk Novum Organum weiter aus. Dort schreibt er: “Scientia et potentia humana in idem coincidunt, quia ignoratio causae destituit effectum” (deutsch: „Wissen und Macht des Menschen fallen zusammen, weil Unkenntnis der Ursache [auch] über deren Wirkung täuscht“)[4] Im englischsprachigen Raum erlangte der Ausdruck Knowledge is power weite Verbreitung, so bezeichnete ihn Benjamin Rush in einem 1806 geschriebenen Brief als well-known aphorism.[5]
- In Deutschland griff Wilhelm Liebknecht (1826–1900) ein Jahr nach der Nationalstaatsgründung des deutschen Kaiserreichs 1872 bei einem Vortrag die Formulierung Bacons auf:[6][3] „Wissen ist Macht – Macht ist Wissen“ Liebknecht, einer der Gründerväter der Sozialdemokratischen Partei Deutschlands (SPD), vertrat die Forderung, die Arbeiterklasse solle die politische Macht erringen und bestehende Schranken beseitigen, die großen Teilen der Bevölkerung den Zugang zu Wissen, Bildung und Kultur verwehrten. Der Slogan wurde innerhalb der Arbeiterbewegung sehr populär. 1891 verwendete ihn Max Kegel im Text des Liedes Sozialistenmarsch:

„Des Geistes Licht, des Wissens Macht,

Dem ganzen Volke sei’s gegeben!“

- Anfang des 20. Jahrhunderts findet sich der Ausdruck, mit dem Verweis auf Bacon, bereits in deutschsprachigen Konversationslexika.[7][8]
- Seit den 1970er Jahren wird der Ausspruch in der deutschen Jugendsprache, zunächst als Parole der Sponti-Bewegung (vgl. Sponti-Sprüche) mit unbekannter Urheberschaft in verschiedenen Formen persifliert. So findet sich die Parole Wissen ist Macht, ich weiß nichts, macht nichts. – auch in den Varianten Wissen ist Macht. Wir wissen nichts. Macht nichts. oder Wissen ist Macht, nichts wissen macht nichts. in Graffiti und anderen szenespezifischen Ausdrucksformen bei verschiedenen modernen subkulturellen Jugendbewegungen und im Widerspruch zu Elite-orientierten Gesellschaftsentwürfen stehenden Gegenkulturen.
- Vergleichbare Formulierungen

«توانا بود هر که دانا بود»

„Jemand der Wissen hat, ist mächtig“

“גֶּבֶר-חָכָם בַּעוֹז; וְאִישׁ-דַּעַת, מְאַמֶּץ-כֹּחַ”

„Der Weise ist dem Starken überlegen, ein verständiger Mensch dem robusten.“

„Wer die Macht über die Geschichte hat, hat auch Macht über Gegenwart und Zukunft.“

## Inschrift an Gebäuden

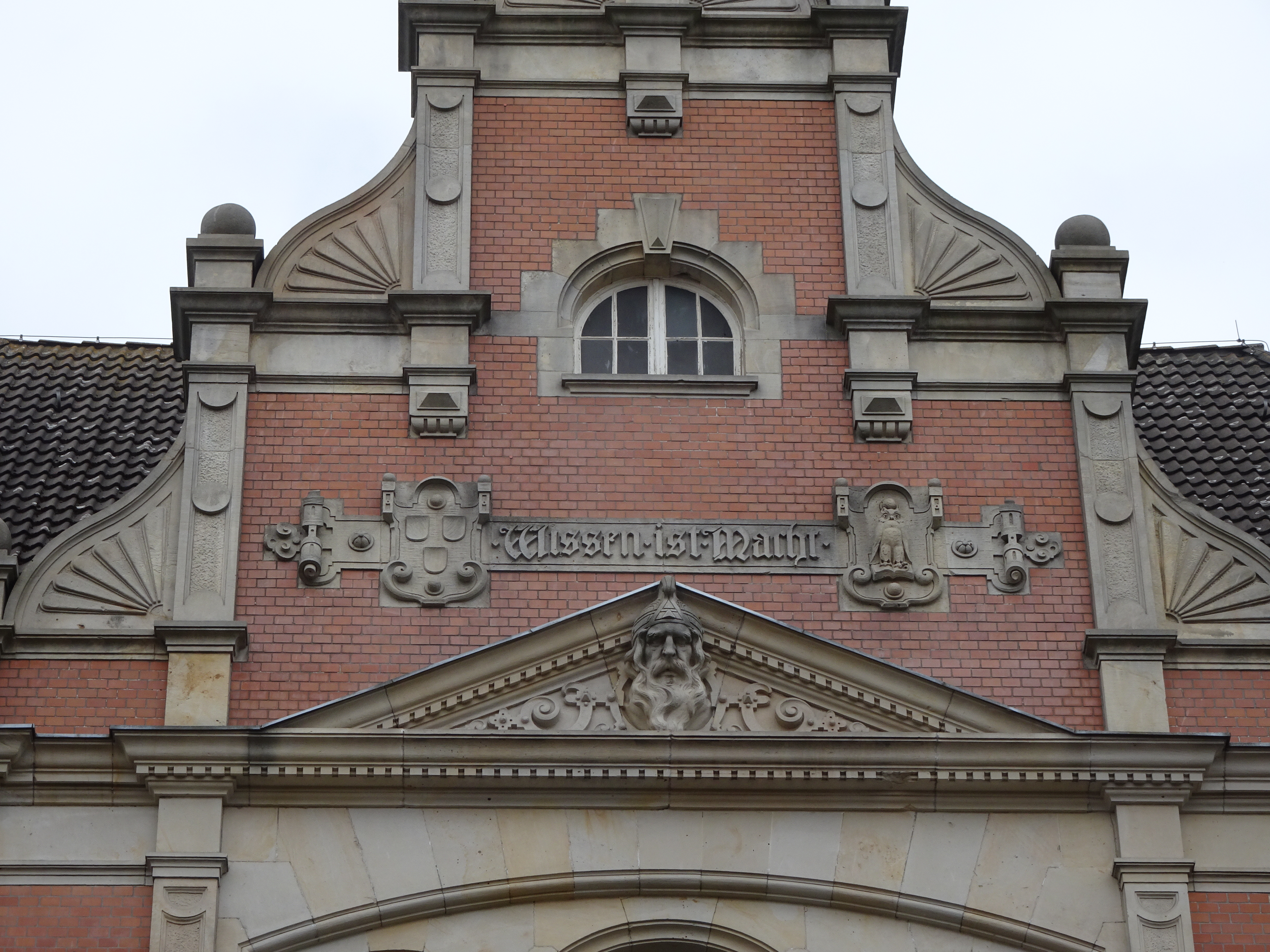
Apollonia Oberschule in Uelzen (Niedersachsen)
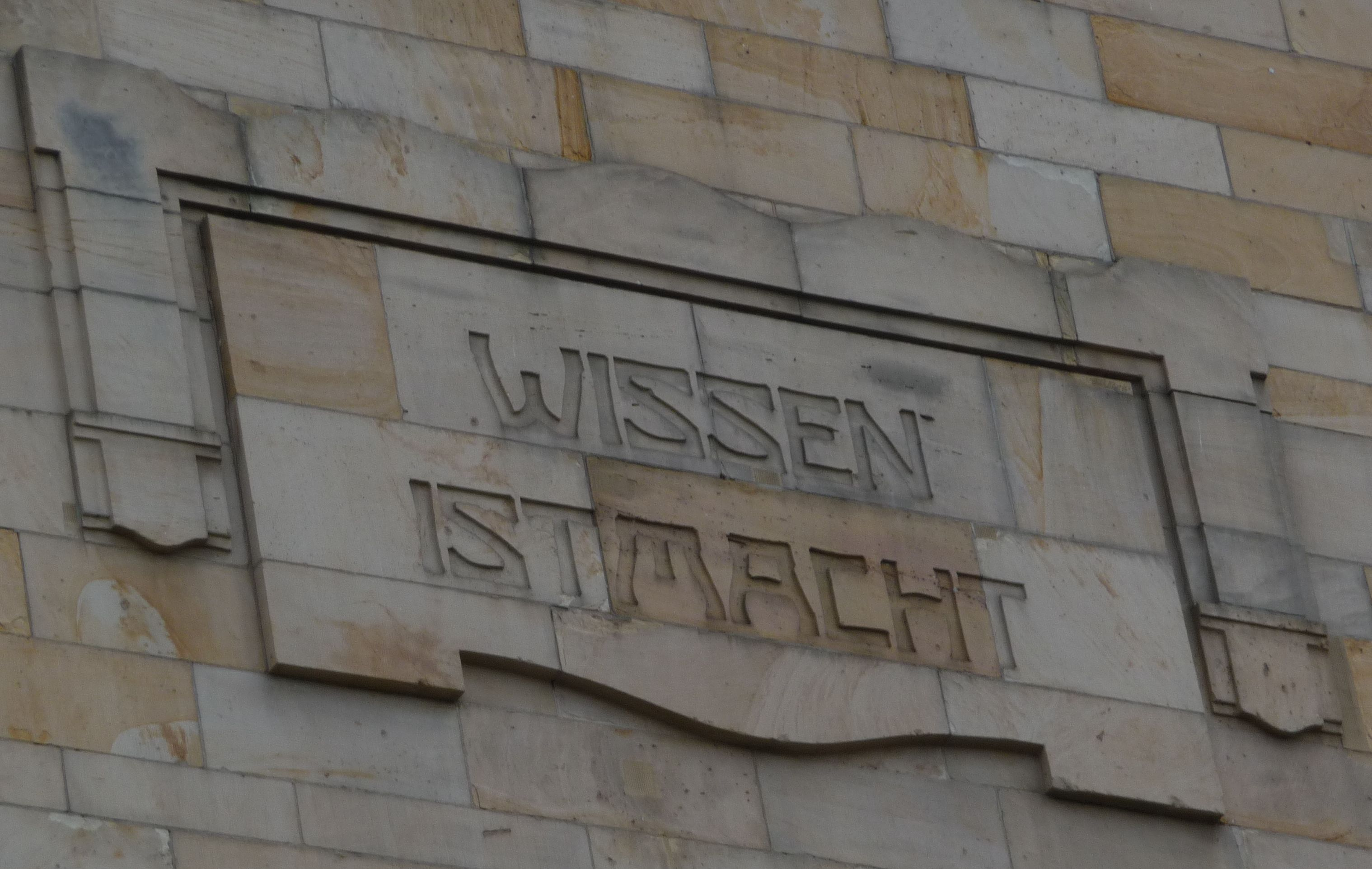
Friedrich-List-Schule in Mannheim